# Levski, Varna
Levski (în bulgară Левски) este un sat în comuna Suvorovo, regiunea Varna,  Bulgaria. 

## Demografie
Componența etnică a satului Levski
     Nicio identificare (7,34%)
     Bulgari (88,13%)
     Turci (4,51%)
     Romi (0%)
La recensământul din 2011, populația satului Levski era de 177 locuitori. Din punct de vedere etnic, majoritatea locuitorilor (88,13%) erau bulgari, cu o minoritate de turci (4,51%). Pentru 7,34% din locuitori nu este cunoscută apartenența etnică.